# Torpedówka lotna
Torpedówka lotna (Tachyeres patachonicus) – gatunek dużego ptaka z rodziny kaczkowatych (Anatidae). W odróżnieniu od innych gatunków z rodzaju Tachyeres potrafi latać, z tym że niektóre osobniki lub populacje korzystają z tej możliwości bardzo rzadko lub nie korzystają wcale. Nie wyróżnia się podgatunków.

## Wygląd
Długość ciała 66–71 cm. Upierzenie zmienne, tułów przeważnie w czarne i szare plamki, brzuch i podogonie białe. Głowa samca w szacie godowej zwykle biała; w trakcie pierzenia zmiennie ubarwiona, lecz często w większości brązowawa, w szacie spoczynkowej szarobrązowa, z wąską, białą obrączką oczną. W sezonie lęgowym dziób pomarańczowy, potem szarawy. Samica również zmiennie ubarwiona, lecz zwykle policzki rudawe i biały pasek oczny. Na skrzydłach szerokie, białe lusterko.

## Zasięg, środowisko
Południowy kraniec Ameryki Południowej (południowe Chile i południowa Argentyna) oraz Falklandy. Bytuje zarówno wzdłuż wybrzeży, jak i na jeziorach i rzekach. Opuszcza śródlądzie w zimie.